# Cleantis granulosa
Cleantis granulosa là một loài chân đều trong họ Holognathidae. Loài này được Heller miêu tả khoa học năm 1861.